# Papa-mel-enfeitado
O papa-mel-enfeitado (Acanthorhynchus tenuirostris) é uma espécie de melifagídeo encontrada no sudeste da Austrália, em áreas de florestas e bosques das florestas temperadas do sudeste da Austrália, bem como em jardins urbanos de Canberra, Sydney, Melbourne, Adelaide e Hobart. Mede cerca de 15 cm de comprimento e possui uma plumagem distinta nas cores preto, branco e castanho, olhos vermelhos e um bico longo e curvado para baixo.

## Taxonomia
Descrito originalmente como Certhia tenuirostris pelo ornitólogo inglês John Latham em 1801, pertence ao pequeno gênero Acanthorhynchus [en], que inclui apenas uma outra espécie, o papa-mel-de-pescoço-ferrugem [en] da Austrália Ocidental. O nome genérico vem da tradução do grego antigo para "bico-de-espinho", com acantho-/ακανθο- significando "espinho" e rhynchos/ρυνχος, "bico". O epíteto específico deriva do latim tenuis ("estreito") e rostrum ("bico"). Outros nomes em inglês incluem "spine-billed honeyeater" e "awl-bird" ou "cobbler’s awl bird". O papa-mel-enfeitado é politípico, compreendendo as subespécies A. t. cairnsensis, A. t. dubius, A. t. halmaturinus e a subespécie nominal A. t. tenuirostris.
O papa-mel-enfeitado forma uma superespécie com o estreitamente relacionado papa-mel-de-pescoço-ferrugem. Cientistas acreditam que esses dois grupos irmãos descendem de um ancestral comum cujas populações, outrora amplamente distribuídas, foram separadas por mudanças climáticas. Durante um período passado de desertificação, esse ancestral recuou para refúgios nos cantos sudoeste e sudeste do continente, evoluindo para as duas espécies atuais do gênero Acanthorhynchus. Estudos recentes de DNA mostram que as duas espécies pertencem a um clado que é um grupo irmão de todos os outros melifagídeos.

## Descrição

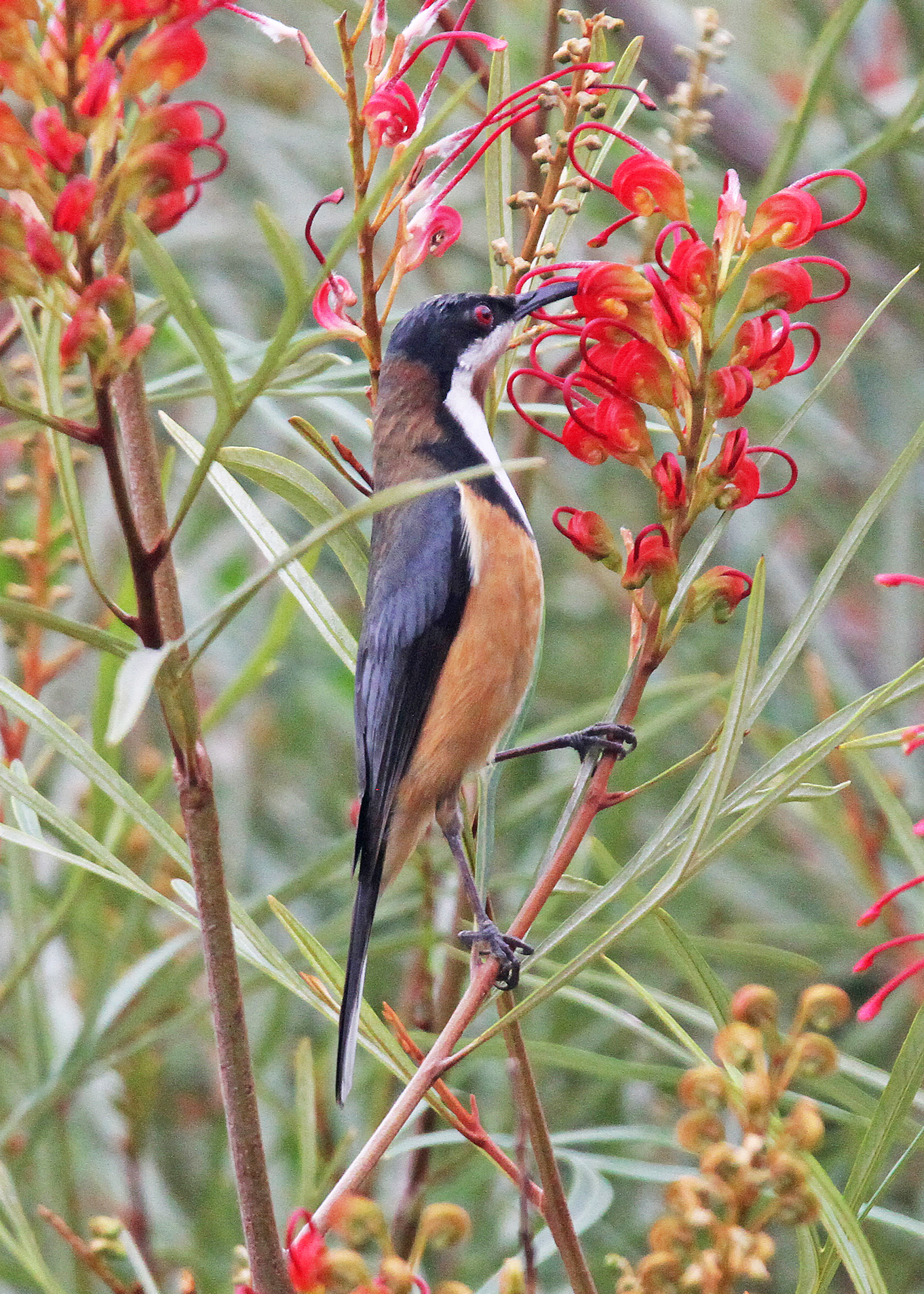
Papa-mel-enfeitado se alimentando do néctar de uma flor de Grevillea no Parque Nacional Lamington, Queensland, Austrália.

O macho do papa-mel-enfeitado mede entre 13 e 16 cm de comprimento e possui um bico preto, fino e curvado para baixo, com cabeça preta, garganta branca com uma mancha castanha e íris vermelha. Apresenta uma nuca marrom-avermelhada, costas cinza-acastanhadas e partes inferiores em tom canela claro. A cauda escura tem as bordas laterais com pontas brancas. As fêmeas são menores, com o píleo cinza-oliva, semelhantes ao macho, mas com cores ligeiramente mais apagadas; os filhotes têm a parte inferior em canela quente e pálido, com partes superiores cinza a marrom-oliva, olhos marrom-avermelhados e base do bico alaranjada. O chamado é um "chip-chip-chip" claro e agudo, por vezes repetido por longos períodos.

## Distribuição e habitat
O papa-mel-enfeitado é encontrado em florestas esclerófilas secas, matagais e charnecas desde a região de Cooktown, no norte de Queensland, ao sul por Nova Gales do Sul, a leste da Cordilheira Australiana, passando por Victoria até os Montes Flinders no leste da Austrália Meridional, além de estar presente em toda a Tasmânia. Adaptável, pode ser visto em jardins urbanos com vegetação suficiente para oferecer cobertura e fonte de alimento.

## Reprodução
A temporada de reprodução ocorre de agosto a janeiro, com uma ou duas ninhadas criadas. O ninho é uma estrutura profunda em forma de taça, feita de gramíneas e tiras de casca, forrada com penas e fibras vegetais macias, suspensa pela borda na forquilha de uma árvore ou arbusto pequeno e frondoso, a 1 a 15 m acima do solo. A ninhada varia de um a quatro ovos, sendo dois a média, de cor rosada com manchas e pintas vermelho-acastanhadas escuras, medindo 17 x 13 mm. A fêmea incuba os ovos por 13 a 16 dias antes da eclosão. Ambos os pais alimentam os filhotes e removem os sacos fecais do ninho.

## Dieta
O papa-mel-enfeitado se alimenta de néctar de várias plantas, incluindo flores de Eucalyptus, visgos do gênero Amyema, Epacris longiflora [en], Epacris impressa [en], Correa reflexa [en], e diversas espécies da família Proteaceae, como Banksia ericifolia, Banksia integrifolia, Lambertia formosa [en] e  Grevillea speciosa, além de pequenos insetos e outros invertebrados. Um estudo de 1982 no Parque Nacional New England, no nordeste de Nova Gales do Sul, registrou um grande influxo de aves coincidindo com o início da floração de Banksia spinulosa na região. Também foi observado se alimentando de plantas exóticas, como fúcsias.
Durante períodos de floração abundante, pode haver escassez temporária de néctar, e o papa-mel-enfeitado parece responder a essas faltas armazenando gordura em tempos de alta produção de néctar, aumentando o tempo dedicado à alimentação ou reduzindo seu metabolismo diurno ao nível noturno.